# D-Date
 (mars 2015).
Si vous disposez d'ouvrages ou d'articles de référence ou si vous connaissez des sites web de qualité traitant du thème abordé ici, merci de compléter l'article en donnant les références utiles à sa vérifiabilité et en les liant à la section « Notes et références ».
D-Date (stylisé D☆DATE) est un groupe pop japonais crée en 2010. D'abord sous les labels Watanabe Entertainment et Universal Music Japan et depuis 2012 sous le label Avex Group.

## Création du groupe
D-Date est composé à la base, de cinq homme ; quatre  sont issus du groupe d'acteur "D-Boys" : Seto Koji, Igarashi Shunji, Nakamura Yuichi, Araki Hirofumi. Le dernier, Horii Arata, a été choisi lors d'une audition parmi plus de 30 000 participants.
Nakamura Yuichi quitta le groupe pour des raisons inconnues.

## Histoire
Le groupe débute le 1er décembre 2010 avec leur premier single "Ato 1cm no Mirai".
En 2011, il sort deux singles en l'espace de 3 mois : "Change my Life" et "Day by Day", En 2012 le groupe sort le single "Love Heaven", suivi trois mois plus tard de "Joker". Le 29 juin de la même année, Tomo Yanagishita issu aussi de "D-Boys" rejoint le groupe.
En 2013 ils interprètent le générique de la deuxième saison de l'animé Kingdom avec le titre "Glory Days", la même année Igarashi Shunji quitte le groupe afin de pouvoir diriger l'entreprise de son père.

## Discographie

### Album
- 2012 : 1st Date

### Singles
- 2010 : "Ato 1cm no Mirai (あと1㎝のミライ?)
- 2011 : "Change My Life"
- 2011 : "Day By Day"
- 2012 : "Love Heaven"
- 2012 : "Joker"
- 2013 : "Glory Days"

### DVD Live
- 2011 : 1st Tour 2011 Summer Date Live 手をつないで
- 2012 : D-Date Tour 2012: Date A Live
- 2013 : D-Date Live Tour 2013: GLORY FIVE~ FINAL